# بيير بايون
بيير بايون (Pierre Bayonne) (مواليد 11 يونيو 1949) هو لاعب كرة قدم. يلعب مع منتخب هايتي لكرة القدم. سبق له أن لعب في كأس العالم لكرة القدم مع منتخب بلاده.

## وصلات خارجية
- بيير بايون على موقع الاتحاد الدولي (مؤرشف)  (الإنجليزية)
- بيير بايون على موقع قاعدة بيانات كرة القدم.إي يو (الإنجليزية)
- بيير بايون على موقع ناشيونال فوتبول تيمز (الإنجليزية)
- بيير بايون على موقع Soccerway.com (الإنجليزية)
- بيير بايون على موقع عالم كرة القدم.نت (الإنجليزية)